# مینگه‌چویر
مینگه‌چویر (به آذربایجانی: Mingəçevir)، نام چهارمین شهر بزرگ جمهوری آذربایجان با جمعیتی بالغ بر ۱۰۰٬۰۰۰ نفر است که ۲۰٬۰۰۰ آوارهٔ جنگ قره‌باغ را نیز باید به آن اضافه کرد. مینگچویر ۱۳۹٫۵۳ کیلومتر مربع وسعت دارد. مینگچویر به شهر چراغ‌ها مشهور است زیرا در مینگچویر نیروگاه برق‌آبی بزرگی وجود دارد که در سدی که بر روی رود کورا واقع است قرار دارد. پشت این سد بزرگ‌ترین دریاچه جمهوری آذربایجان قرار دارد. در این ناحیه هزاران سال است که مردمانی ساکن هستند ولی شهر در سال ۱۹۴۸ میلادی به‌وسیله اسیران آلمانی جنگ جهانی دوم و به منظور اسکان دادن کارگران و متخصصان ساخت سد، بنا نهاده شده‌است.

## سد مخزنی و نیروگاه برق‌آبی مینگه‌چویر
ساخت سد مخزنی و نیروگاه برق‌آبی مینگچویر در سال ۱۹۵۳ میلادی پایان یافت. سد و نیروگاه برق‌آبی مینگچویر که سد آن از نوع خاکی است و دریاچه پشت سد ۱۵٫۶ میلیارد متر مکعب آب را در خود ذخیره می‌کند، بلندترین سد اروپا است. طول دریاچه ۷۰ کیلومتر و عرض آن ۳ تا ۱۸ کیلومتر و عمق آن ۷۵ متر است و مساحت دریاچه ۶۰۵ کیلومتر مربع است. در پایین دست سد دو کانال آب که از سد تغذیه می‌شوند به نام‌های «کانال قره باغ علیا» به‏‌ طول ۱۷۲ کیلومتر و «کانال شیروان» به طول ۱۲۳ کیلومتر اراضی پایین دست سد به وسعت ۱۰٬۰۰۰ کیلومتر مربع را آبیاری می‌کنند.
۲۰٬۰۰۰ نفر اعم از ز کارگر و متخصص از سراسر جمهوری آذربایجان در ساخت سد مشارکت داشتند. همچنین ۱۰٬۰۰۰ نفر از اسیران آلمانی جنگ جهانی دوم به‌عنوان کار اجباری در ساخت این نیروگاه به‌کار گرفته شده‌اند تا بزرگ‌ترین سد و نیروگاه تاریخ اتحاد جماهیر شوروی ساخته شود.